# 乔治·希利亚德
乔治·希利亚德（英語：George Hillyard，1864年2月6日—1943年3月24日），英国男子网球运动员。他曾代表英国参加1908年夏季奥林匹克运动会网球比赛，联同雷金纳德·多尔蒂获得男子双打金牌。